# لارس بيتر نوردهاوق
لارس بيتر نوردهاوق (بالنرويجية: Lars Petter Nordhaug)‏ مواليد 14 مايو 1984 في النرويج، هو دراج نرويجي. شارك في دورة الألعاب الأولمبية الصيفية.

## روابط خارجية
- لارس بيتر نوردهاوق على موقع الاتحاد الدولي للدراجات (الإنجليزية)
- لارس بيتر نوردهاوق على موقع أرشيف الدراجات (الإنجليزية)
- لارس بيتر نوردهاوق على موقع إحصائيات الدراجات الإحترافية (الإنجليزية)
- لارس بيتر نوردهاوق على موقع نسبة الدراجات (الإنجليزية)
- لارس بيتر نوردهاوق على موقع CycleBase (الإنجليزية)
- لارس بيتر نوردهاوق على موقع أوليمبيديا (الإنجليزية)